# Due valigie per un amore
Due valigie per un amore (titolo originale Ein Hund, zwei Koffer und die ganz grosse Liebe) è un film commedia del 2005, diretto da Oliver Dommenget e con protagonista l'attrice Wolke Hegenbarth.